# Axidarès d'Arménie
Axidarès d'Arménie est un roi arsacide d'Arménie, ayant régné de 100 à 113.
Fils du roi Pacorus II, il règne sur l'Arménie avec le consentement au moins tacite de Rome. En 113 le roi arsacide, Khosrô Ier de Parthie, décide de le remplacer par un autre fils de Pacorus II, son frère Parthamasiris d'Arménie. Cette initiative en contradiction avec le traité de Rhandeia conclu entre l'empereur Néron et les Parthes est à l'origine de la guerre parthique de Trajan en Orient.  